# Vygon
Vygon est une entreprise créée en 1962 par Pierre Simonet, qui conçoit, fabrique, conditionne, stérilise et commercialise des dispositifs médicaux de haute technologie à usage unique, à destination des professionnels de santé (hospitaliers et libéraux). 
Avec 2 764 collaborateurs au travers de 11 usines dans le monde, produisant 210 millions de dispositifs commercialisés par 26 filiales et 308 distributeurs vers 120 pays pour répondre aux besoins de plus de 4 000 clients, le groupe réalise un chiffre d'affaires de 417,9 millions d'euros en 2024.

## Historique
Le siège social de Vygon est situé en France, à Écouen, dans la banlieue nord de Paris.
Dans les années 1960-70, Vygon s’est implanté en Europe. D’abord en Allemagne avec la création d’une filiale et l’ouverture d’une usine à Aix-la-Chapelle, puis en Belgique avec l’ouverture de l’usine Dimequip à Frameries. Vygon poursuit sa croissance avec la création de filiales au Royaume-Uni, en Belgique, en Espagne, aux Pays-Bas et en Irlande. 
La société continue à se développer dans les années 1980-90 avec la création de nouvelles filiales et/ou d’usines aux États-Unis, au Portugal, en Inde, en Bulgarie, en Colombie, en Uruguay et en Suède.
Dans les années 2000, Vygon s'implante en Italie, en République tchèque, en Pologne, au Danemark, aux États-Unis et ouvre un bureau à Dubaï.
Puis, dans les années 2010, la Norvège, la Finlande et Singapour viennent s'ajouter aux filiales présentes. 
En 2014, le groupe acquiert la société française Medwin, basée aux Aires dans le département de l’Hérault, spécialisée dans la nutrition entérale. 
Vygon développe une nouvelle expertise sur le marché cardiovasculaire grâce à l'acquisition de la société Perouse Medical en 2015 et crée une nouvelle filiale en Turquie.
En 2019, la société Pilot, spécialiste des dispositifs de localisation et de navigation ECG des cathéters veineux centraux, est rachetée.
En 2020, le groupe Vygon acquiert Advanced Perfusion Diagnostics (APD), une start-up spécialiste des dispositifs de monitoring innovants. Associée à l’offre Vygon, la technologie IKORUS d’APD permet de proposer aux médecins une solution de monitoring complète pour la réanimation et le bloc opératoire. 
Vygon signe également un partenariat avec Oncomfort pour la commercialisation de Sedakit, une solution de Sédation Digitale par la réalité virtuelle et un accord exclusif avec Medovate pour la distribution de dispositifs d’anesthésie loco-régionale.
En mars 2022, Vygon fait l'acquisition de la société péruvienne Macatt Médica qui devient une filiale à part entière du groupe.
Vygon renforce ainsi fortement sa présence en Amérique du Sud.
En juin 2023, Vygon signe un accord exclusif avec Carmat, entreprise française fabriquant un cœur artificiel orthotopique. Il a le potentiel de sauver la vie des milliers de patients qui se trouvent chaque année sur la liste d'attente d'une transplantation cardiaque. Le dispositif offre aux patients une qualité de vie et une mobilité grâce à son système d'alimentation externe ergonomique et portable, qui est connecté en permanence à la prothèse implantée.

## Spécialités cliniques
Figurant parmi les leaders mondiaux, Vygon propose une large gamme de produits dans plusieurs spécialités cliniques :
- Néonatalogie
- Réanimation adulte et enfant
- Anesthésie
- Oncologie
- Urgence
- Chirurgie
- Soins à domicile